# Partido Socialista de Chile
Die Partido Socialista de Chile (PS, span. Sozialistische Partei Chiles) ist eine politische Partei in Chile. Bis zum 11. März 2010 stellte sie mit Michelle Bachelet die erste Präsidentin des Landes und auch ihr Vorgänger Ricardo Lagos war Mitglied der PS. Die Partei wurde 1933 gegründet, war ab 1938 Teil der Frente Popular, war Mitglied des revolutionären Linksbündnisses Unidad Popular und stellte von 1970 bis 1973 mit Salvador Allende schon einmal den Präsidenten Chiles. Unter der Militärdiktatur von Augusto Pinochet verboten, war die Partei ab den 1980er Jahren Teil der Demokratisierungsbewegung. Weil die Partei lange verboten blieb, wurde die Schwesterpartei Partido por la Democracia (Partei für die Demokratie) gegründet, die bis heute weiterbesteht. Die Sozialistische Partei war Teil der Mitte-links-Koalition Concertación, die zwischen 1990 und 2010 sämtliche Präsidenten des Landes stellte. Parteivorsitzender der PS ist Álvaro Elizalde.

## Geschichte

### Gründung

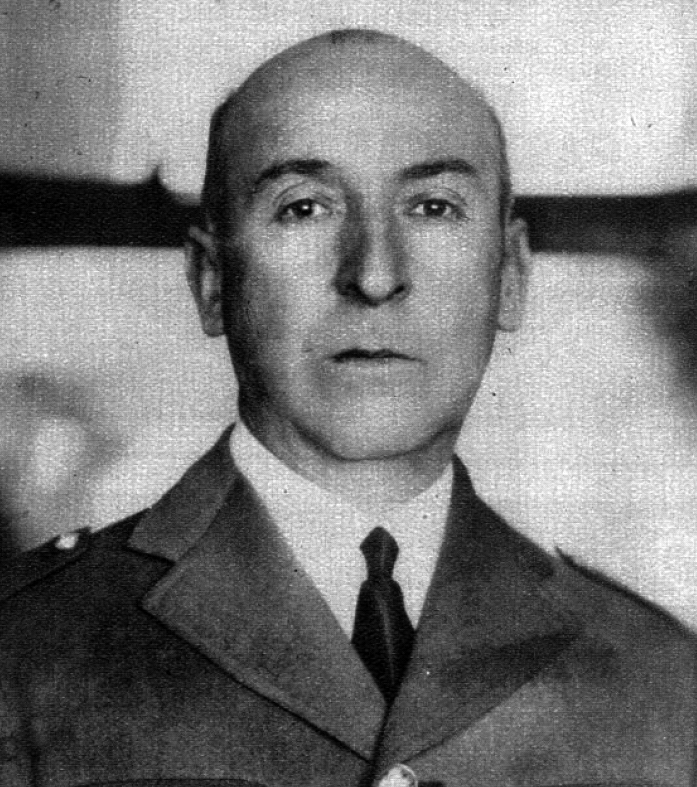
Marmaduke Grove

Zwischen 1924 und 1932 befand sich die einstmals stabile Demokratie Chile in politischem Chaos. 1924 hatte General Carlos Ibáñez del Campo die liberale Regierung von Arturo Alessandri abgelöst und wenig später alle politischen Parteien verboten. Nachdem die Weltwirtschaftskrise Chile stärker als alle anderen Länder getroffen hatte, wurde er aus dem Amt gejagt und eine Reihe kurzlebiger Regierungen und Diktaturen folgte. Ibáñez’ gewählter Nachfolger Juan Esteban Montero wurde nach weniger als einem Jahr von einem Putsch sozialistischer Offiziere um Marmaduke Grove gewaltlos beendet. Die daraufhin ausgerufene Sozialistische Republik Chile dauert gerade einmal 12 Tage, bis einer der Putschisten alleine die Gewalt übernahm: die 100 Tage der repressiven Herrschaft Carlos Dávilas wurden ebenfalls vom Militär beendet. Erst die erneute Wahl Alessandris im Oktober 1932 brachte das Land zur Ruhe. In den folgenden Jahren wurde das Parteiensystem Chiles neu geordnet. Die vielleicht wichtigste Änderung war die Gründung der Sozialistischen Partei am 19. April 1933.
Schon 1912 hatte sich eine „Sozialistische Arbeiterpartei“ (Partido Obrero Socialista, POS) gebildet, die sich ab 1922 Kommunistische Partei Chiles (Partido Comunista de Chile) nannte. Sie war aber immer eine Splittergruppe geblieben und hatte nie Einfluss im Parlament erlangt. Ganz anders die neu gegründeten Sozialisten: Unter der Führung des Luftwaffenobersten und gescheiterten Putschisten Marmaduke Grove, der vor der offiziellen Parteigründung bei seinem vielbeachteten Überraschungserfolg bei den Präsidentschaftswahlen 1932 bereits 18 % der Stimmen gewonnen hatte, erlangten sie 1937 mehr als 5 % und 1941 über 10 % der Stimmen. Damit war mit der Gründung der PS die Einbindung der Arbeiterbewegung in das Parteiensystem endlich vollzogen. Die bürgerliche Linke, vertreten in der Radikalen Partei, die vorher die Rolle der parlamentarischen Linken eingenommen hatte, rückte damit ins Zentrum, und die früher in der politischen Mitte angesiedelte Liberale Partei näherte sich der rechten Konservativen Partei immer mehr an, bis beide schließlich in den 1960er Jahren zur Nationalen Partei fusionierten.
Die Sozialistische Partei wurde 1933 aus einer Vielzahl kleiner Gruppierungen heraus gegründet. Die wichtigste Vorläuferin war die 1927 gegründeten und im gleichen Jahr aufgelösten Unión Social Republicana de Asalariados de Chile (USRACH), die damals für die Kandidatur von José Santos Salas geschaffen worden war. Andere Gruppen waren die Nuevas Acción Pública (NAP) von Eugenio Matte, die Acción Revolucionaria Socialista (ARS), die Partido Socialista Marxista, die Partido Socialista Unificado und die Orden Socialista. Grove wurde Vorsitzender der neuen Partei und der junge Salvador Allende Vorsitzender des Ortsvereins Valparaíso.

### Frente Popular
Anfang der 1930er Jahre wurden in Chile faschistische Bewegungen gegründet, darunter die Nationalsozialistische Bewegung Chiles und Auslandsortsverbände der deutschen NSDAP. Als Reaktion darauf und den Rechtsschwenk der zweiten Regierung Alessandris gründeten die kommunistische, die sozialistische und die bürgerliche Radikale Partei 1936 die antifaschistische Volksfront (Frente Popular). Zwei Jahre später gewann das Bündnis mit Pedro Aguirre Cerda die Präsidentschaftswahlen. Die Wahl wurde von der Ermordung etwa 60 jugendlicher Faschisten überschattet, die einen Putsch versucht hatten (Masacre del Seguro Obrero). Schon drei Jahre später wurde die Frente aufgrund von Konflikten zwischen Kommunisten und Sozialisten und wegen Uneinigkeit über die Außenpolitik während des Zweiten Weltkrieges aufgelöst, doch regieren die Radikalen mit den Präsidenten Juan Antonio Ríos und Gabriel González Videla bis 1952 weiter mit der Unterstützung der Linksparteien.
Vor dem Hintergrund des beginnenden Kalten Krieges verbot die Regierung González 1948 die Kommunistische Partei durch das Ley Maldita. Auch die Hälfte der sozialistischen Abgeordneten unterstützte das Gesetz, während sich Salvador Allende vehement dagegen aussprach. Allende selbst besuchte als Vorsitzender einer parlamentarischen Untersuchungskommission das Konzentrationslager in Pisagua, das für die Kommunisten angelegt worden war.

### Unidad Popular und Regierung Allendes
Allendes Lebensprojekt einer Vereinigung der Linken war durch das Ley Maldita um Jahre zurückgeworfen worden. Erst nach der Wiederzulassung der Kommunisten gründete sich das Linksbündnis Frente de Acción Popular (FRAP), dass den Sozialisten Allende 1958 und 1964 als gemeinsamen Präsidentschaftskandidat nominierte.
Auf dem XXII. Kongress, der im November 1967 in Chillán stattfand, wurde die politische Linie der Partei radikalisiert, unterstützt von Carlos Altamirano Orrego und Ranquil. Die Partei bekannte sich nun offiziell zum Marxismus-Leninismus und verlangte revolutionäre, antikapitalistische und antiimperialistische Veränderungen. 1969 nannte sich das Bündnis in Unidad Popular (UP) um. Im folgenden Jahr gewann Allende die Präsidentschaftswahlen. Trotz interner Konflikte in der PS zerbrach die Unidad Popular nicht an internen Konflikten, sondern wurde durch den Putsch von 1973 vernichtet.

### Repression und Wandel
Noch am Tag des Putsches am 11. September 1973 wurde die PS verboten und zahlreiche Funktionäre, Mitglieder und Sympathisanten verhaftet, gefoltert und ermordet. 1974 bestand die Partei in Chile nicht mehr. Als einzige der UP-Parteien vollzog die PS Anfang der 1980er Jahre eine grundlegende ideologische Wandlung. Beeinflusst von den sozialdemokratischen Transformationsbewegungen in Mittelosteuropa wandte sich die PS zur politischen Mitte und akzeptierte die marktliberalen Grundsätze des Pinochet-Regimes.

### Transition und Concertación

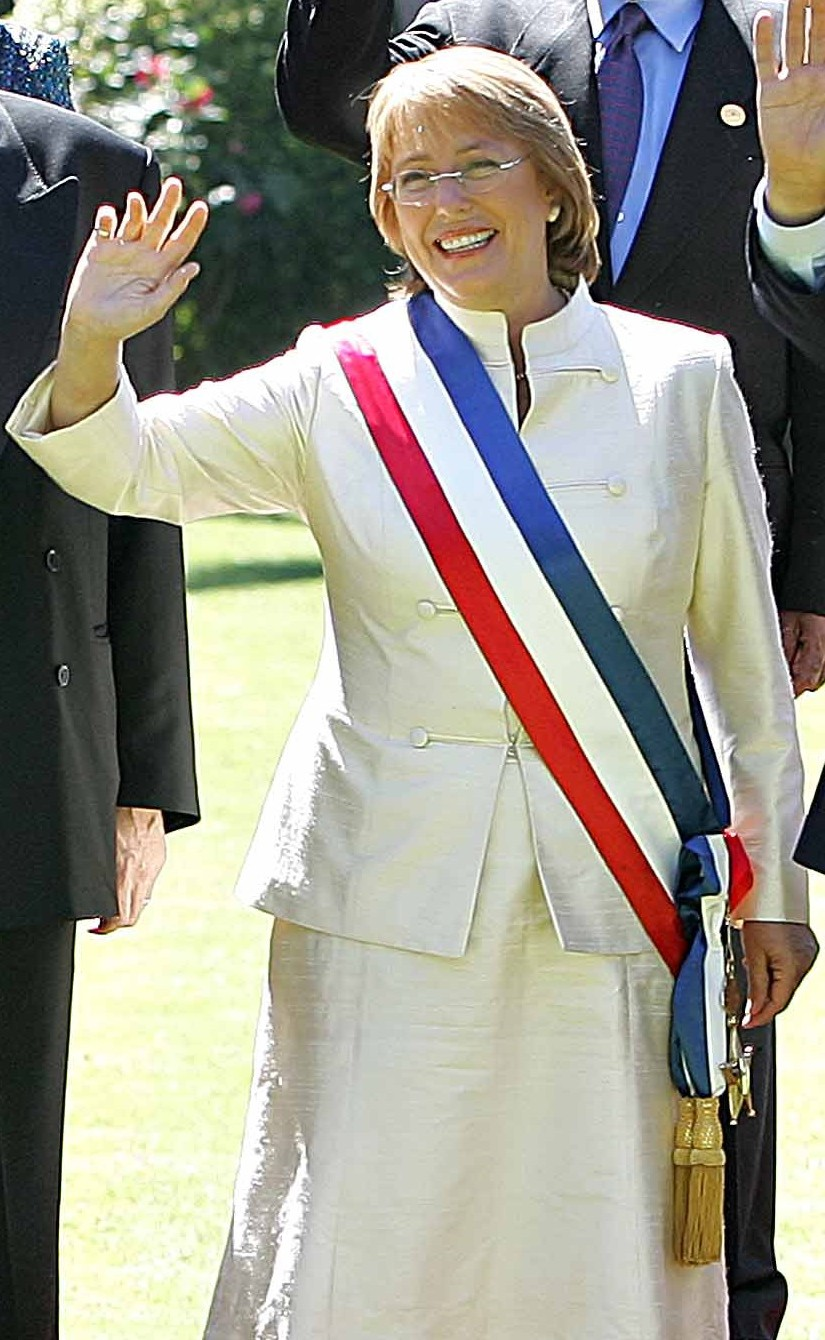
Michelle Bachelet (2006)

Weil die Partei auch nach der langsamen Wiederzulassung von politischen Parteien ab 1987 verboten blieb, wurde die Schwesterpartei Partido por la Democracia (Partei für die Demokratie) gegründet, die aber bis heute weiterbesteht. Erst am 27. Dezember 1989 wurde die Sozialistische Partei wieder in Chile zugelassen. Die Partido Socialista ist seit ihrer Neugründung Mitglied des seit 1990 permanent regierenden Mitte-links-Bündnisses Concertación por la Democracia. Die Sozialisten stellten mit Ricardo Lagos (2000–2006) und Michelle Bachelet (2006–2010; 2014–2018) zwei der vier Präsidenten der Nach-Pinochet-Ära. Lagos war zuvor Mitglied der Partido por la Democracia (PPD).

## Ergebnisse bei Parlamentswahlen
|  |  |

|  |  |

|  |  |

|  |  |

|  |  |

|  |  |

|  |  |

|  |  |

|  |  |

|  |  |

|  |  |

|  |  |

|  |  |

|  |  |

|  |  |

|  |  |

|  |  |

|  |  |